# Вулиця Нова (Тернопіль)
Вулиця Нова — вулиця в житловому масиві «Східний» міста Тернополя. 

## Відомості
Розпочинається від проспекту Степана Бандери, пролягає на південний захід до вулиці Глибокої, де і закінчується. На вулиці розташовані переважно приватні будинки. На схід відгалужується вулиця Євгена Мєшковського.

## Транспорт
Рух вулицею — двосторонній, дорожнє покриття — асфальт. Громадський транспорт по вулиці не курсує, найближчі зупинки знаходяться на проспекті Степана Бандери.